# Thomas Söderberg
Ulf Thomas Söderberg, född 19 december 1948 i Stockholm, är en svensk präst och biskop emeritus i Västerås stift. 
Söderberg växte upp i Grängesberg. Han har varit starkt engagerad i förnyelsen av Svenska kyrkan. Under flera år arbetade han som kyrkoherde i Svärdsjö församling i Dalarna. Söderberg har varit ombudsman för Centerpartiet, kyrkopolitiskt engagerad för samma parti, bland annat i kyrkomötet och kyrkostyrelsen. Dessutom var han direktor för S:t Lukasstiftelsen och blev senare kyrkoherde i Envikens församling i Västerås stift. Han valdes till biskop i Västerås 7 februari 2008. Biskopsvigningen ägde rum den 4 maj 2008 i Uppsala domkyrka, varvid han efterträdde Claes-Bertil Ytterberg. Han kandiderade även i ärkebiskopsvalet 2006 och kom på tredje plats efter biskoparna Anders Wejryd och Ragnar Persenius.
Söderberg gick i pension 5 september 2015 och har därefter bland annat vikarierat som kyrkoherde i Gagnefs församling, Bjursås församling och Svärdsjö, Envikens och Sundborns pastorat